# Avully
Avully là một đô thị thuộc bang Geneva ở Thụy Sĩ.